# Gränichen
Gränichen is een gemeente en plaats in het Zwitserse kanton Aargau en maakt deel uit van het district Aarau.
Gränichen telt 7.186 inwoners.

## Geboren
- Franz Suter (1890-1914), wielrenner
- Paul Suter (1892-1977), wielrenner
- Heiri Suter (1899-1978), wielrenner
- Werner Arber (1929), microbioloog, geneticus en Nobelprijswinnaar (1978)